# Садиби Києва

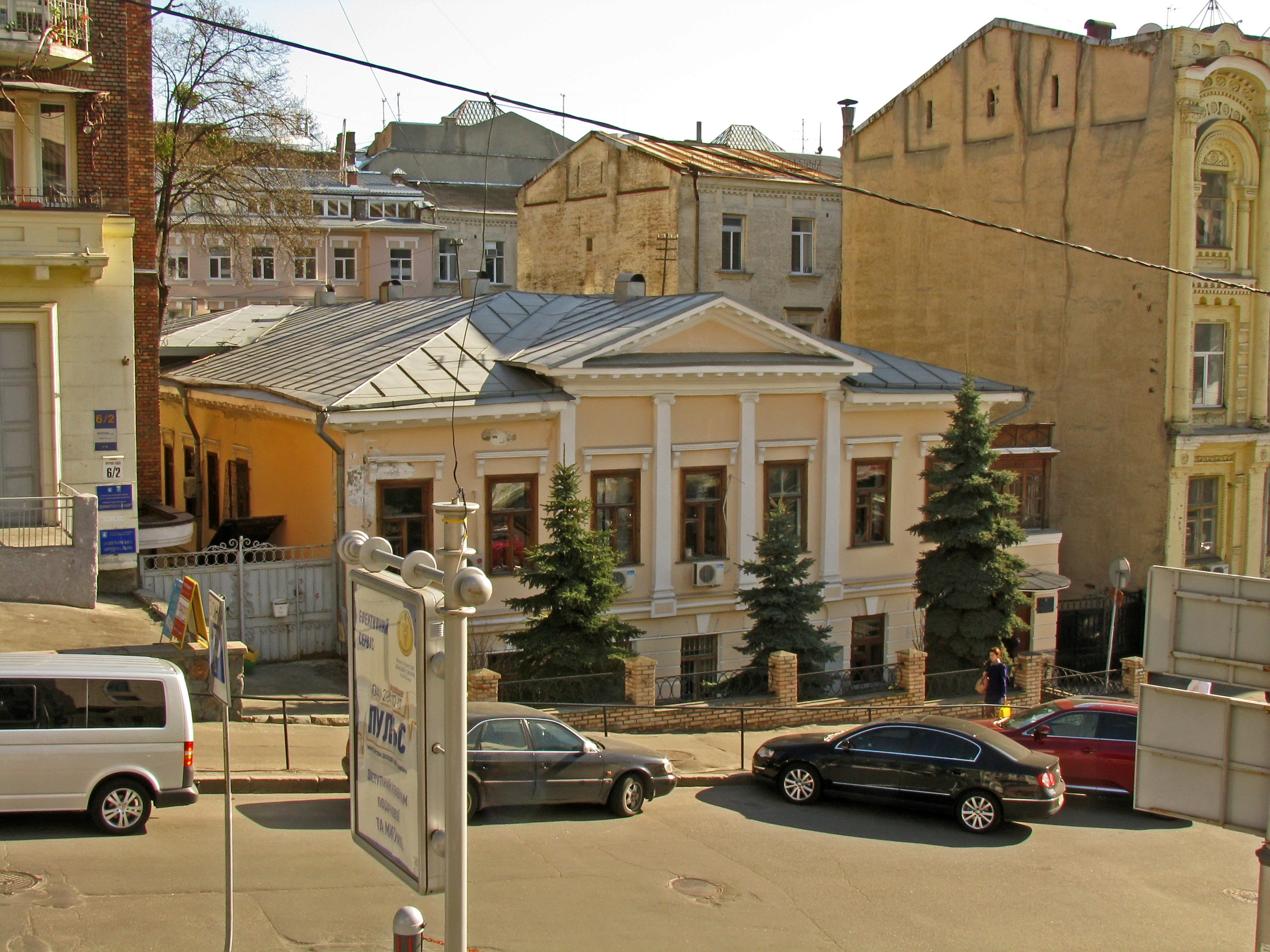
Будинок на Крутому узвозі — один із найстаріших особняків у Києві

Київські садибні будинки — опрічні, добре сплановані житлові будинки на одну сім'ю з господарськими спорудами і прилеглими садом і городом. За підрахунками дослідників, у Києві збереглось понад сто особняків, зведених у XIX-ХХ сторіччях.

## Садибна забудова

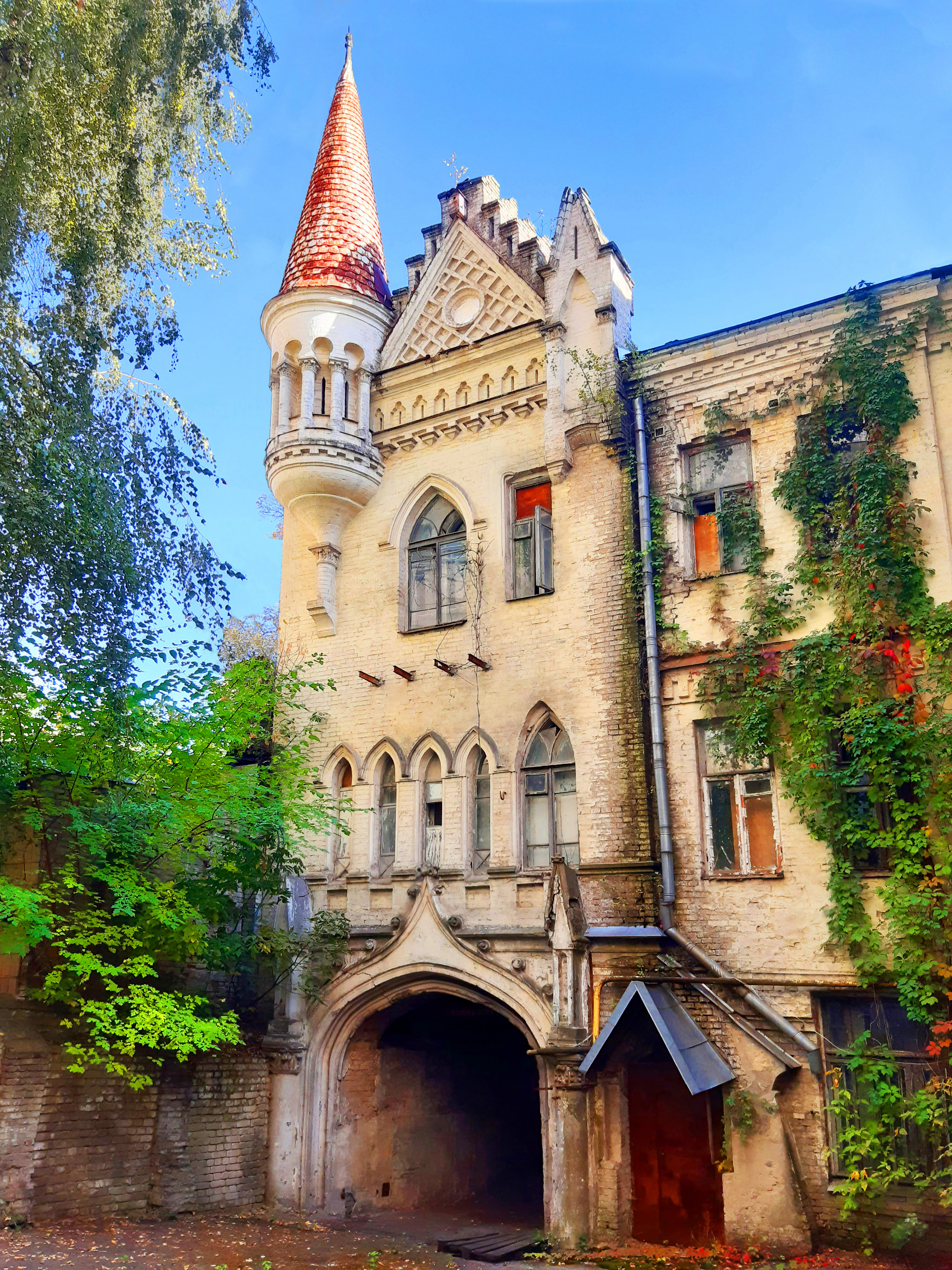
Замок барона Штейнгеля

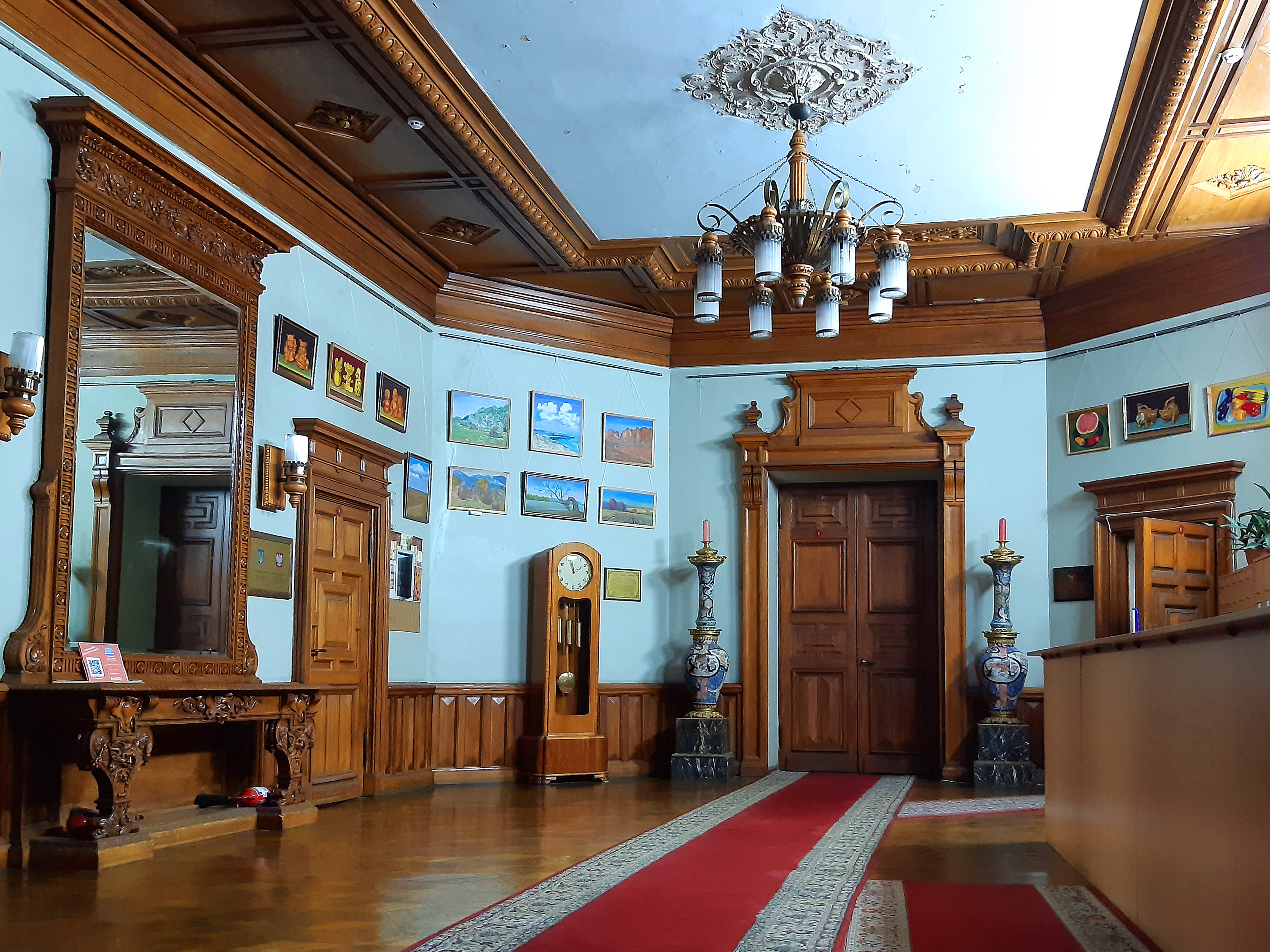
Інтер'єр в особняку Олександра Терещенка

Після скасування кріпаччини 1861 року, реформи міського самоврядування 1870 року та інших змін пожвавилось економічне життя Києва. Бурхливий розвиток промисловості, передусім цукрової, залізничного і водного транспорту, проведення щорічних київських контрактових ярмарків, збільшення населення міста сприяли інтенсивній розбудові Києва. У місті спостерігається «будівельна лихоманка», перший сплеск якої стався у 1870-х роках, другий — у 1890-х, а третій — після 1907 року.
Опрічні будинки найбільше зосереджувались на Липках, Старому Києві та Лук'янівці.
Замовниками будівництва на садибних ділянках були дворяни, чиновники і командування окупаційної російської армії. В особняках жили підприємці, з яких половина — цукропромисловці. І близько чверті власників садиб були представники різних професій: інженери, лікарі, архітектори, професори.
Переважна більшість будинків зведена на червоній лінії або на розі вулиць. Лише з десяток будівель — вглибині садиби

### «Панські Липки»

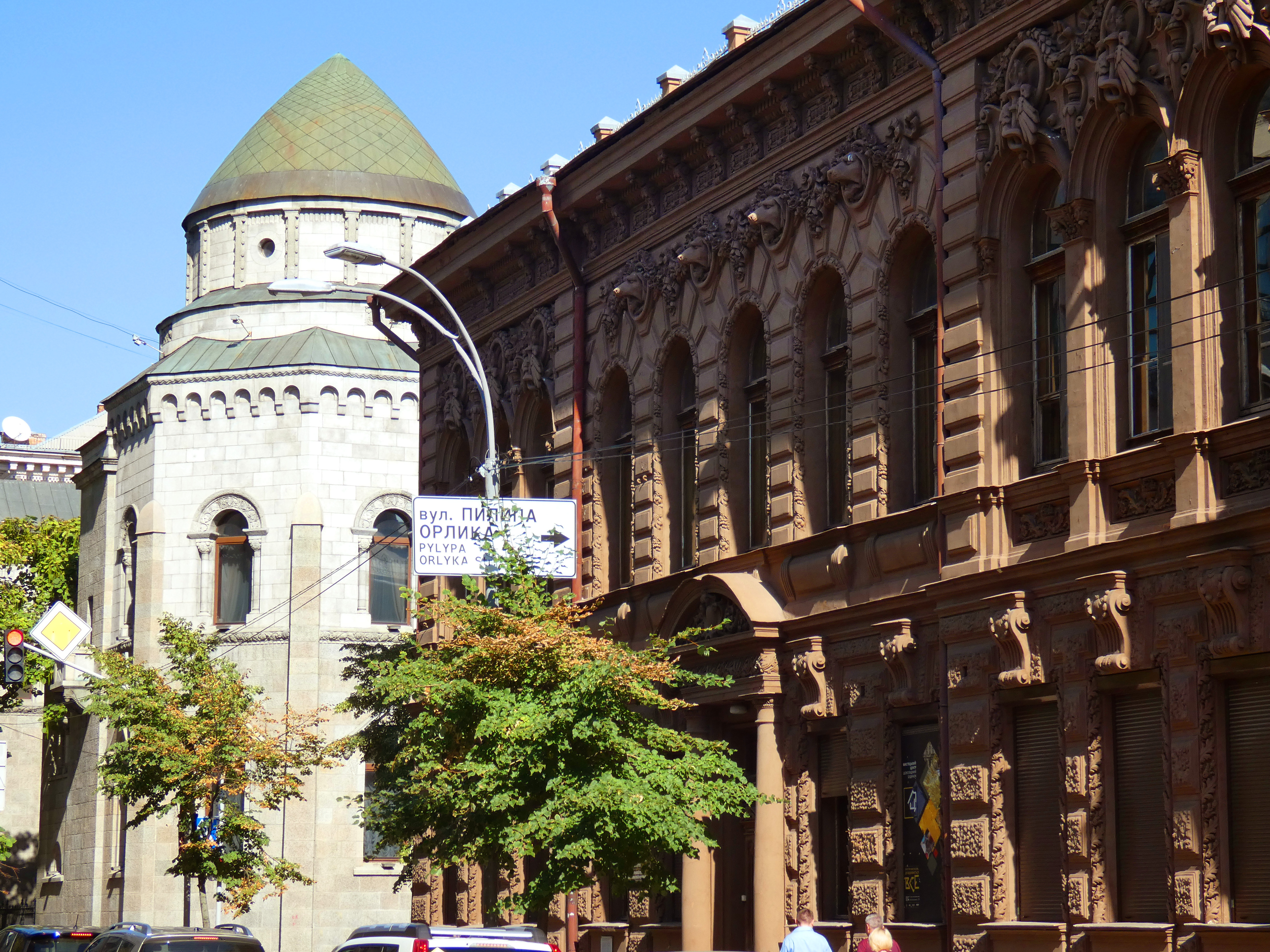
«Арабський замок» (ліворуч) і «Шоколадний будиночок»

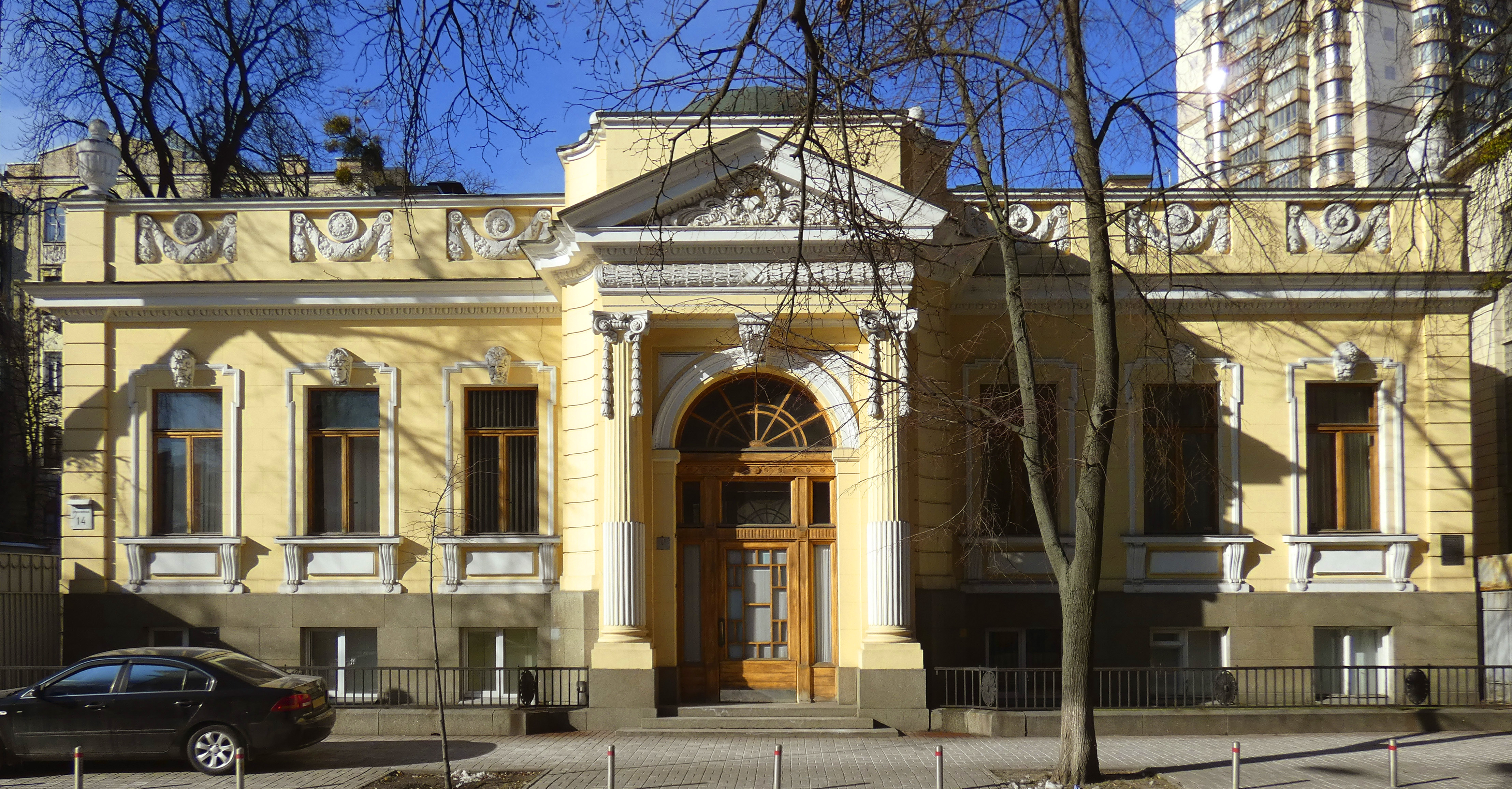
Палац на Липках (1912), Шовковична, 14

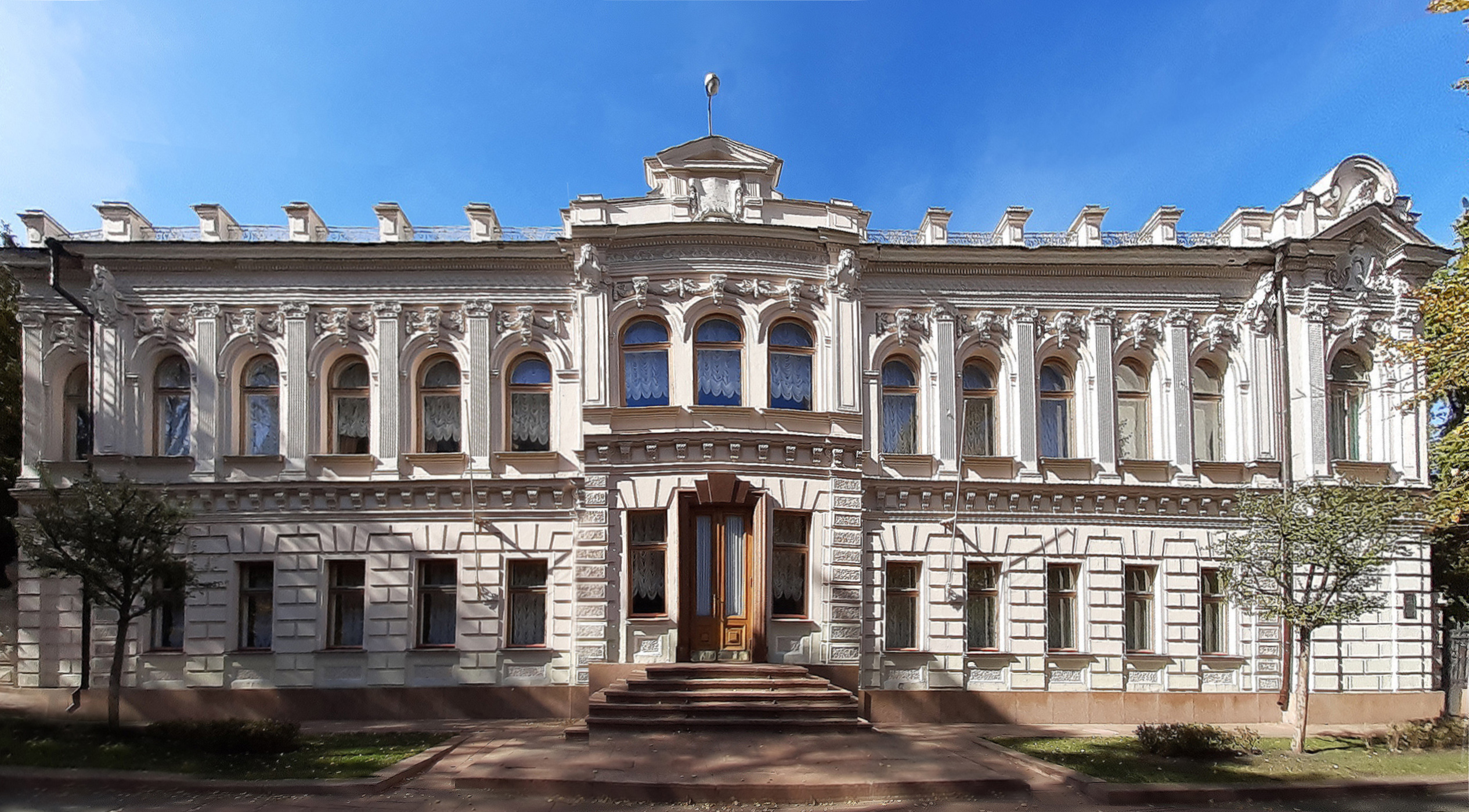
Особняк Закса на Липській вулиці, 4

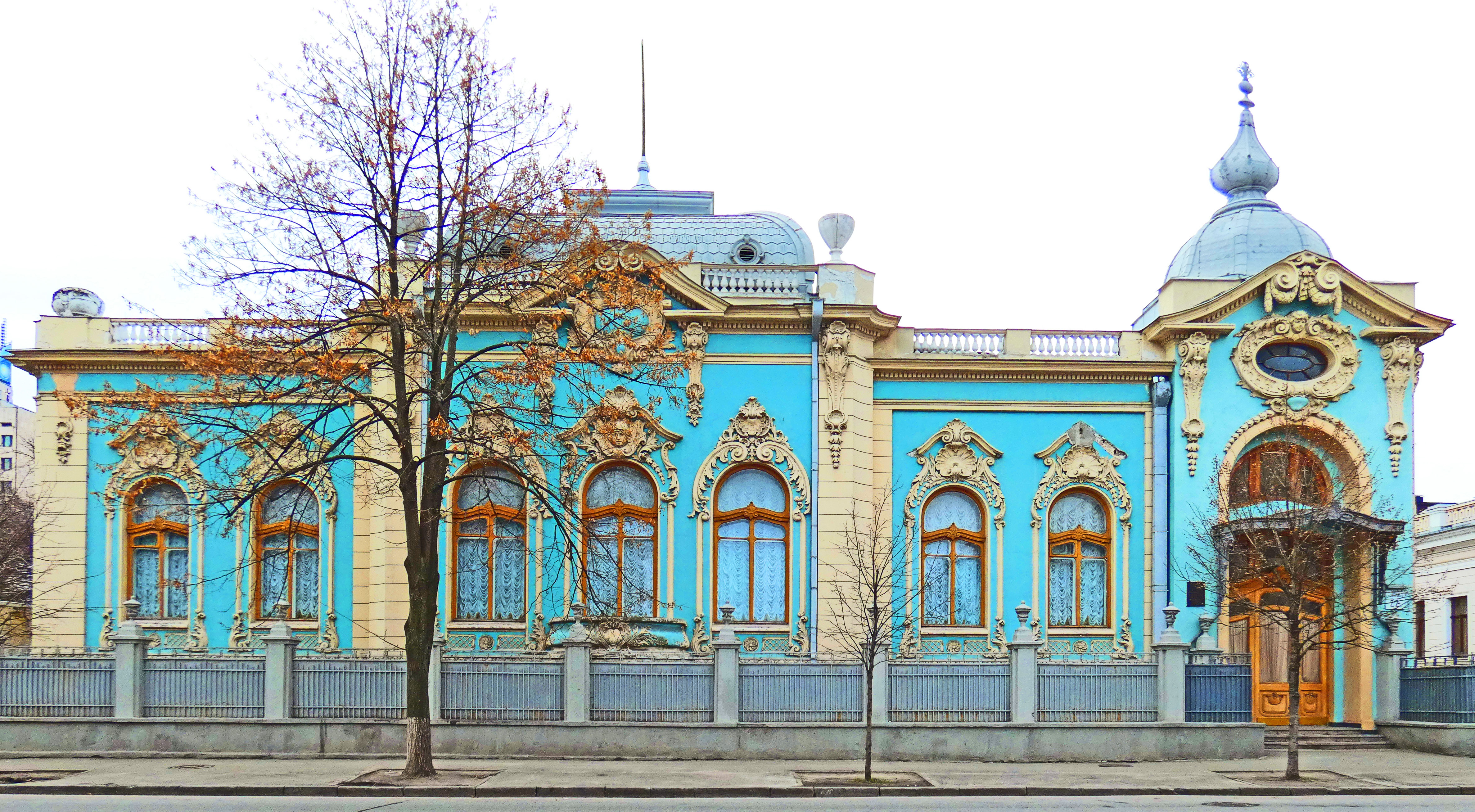
Маєток Полякова на вулиці Михайла Грушевського, 22

Місцевість з виноградним і шовковичним садами на Липському пагорбі належала Києво-Печерській лаврі. 1787 року ці землі конфіскувала російська влада.
У 1800—1805 роках на Липках під забудову виділили перші 78 ділянок. 1828 року вирубили липовий гай, 1835 року — сади, а на їхньому місці виросли переважно дерев'яні одно- і двоповерхові будинки. Тут оселялись аристократи, а згодом і найбагатші купці і підприємці. У цьому районі розташовувались Маріїнський палац, будинки генерал-губернатора та цивільного губернатора.
На межі 80-х — 90-х pp. XIX сторіччя підприємці на викуплених садибах зводять для себе кам'яниці і палаци. У них мешкали найзаможніші родини Льва Бродського, Мойсея Гальперіна, Маркуса Зайцева, Симхи Лібермана, Михайла Шестакова.
Найяскравішими зразками липських садибних будинків є «Арабський будиночок (замок)», особняк Полякова, особняк Лібермана, «Шоколадний будиночок».
Напередодні 1917 року в «аристократичному кварталі» нараховувалось близько сорока особняків. Попри те, що після 1908 року їх розбавили багатоповерховими прибутковими будинками, Липки залишались тихим відокремленим районом міста.
У революційні роки і період Радянсько-української війни (1917—1921) особняки були розграбовані. А більшість мистецьких колекцій, які зберігались там, була втрачена назавжди.
Водночас липські будинки по черзі займали каральні органи білогвардійців і більшовиків. Особливою жорстокістю відрізнялись чекісти, які облаштували тут катівні. У січні 1918 року, коли у Києві панувало більшовицьке військо Муравйова, масові страти проводили у царському (Маріїнському) палаці та особняку Полякова. Згодом органи ЧК-НКВС розмістилися в садибі Уварової та особняках на Інститутській, 40, Липській, 2, 4, 10, Пилипа Орлика, 3, Садовій, 3, 5, Шовковичній, 15/1 та інших.
Самовидці залишили свідчення про червоний терор на Липках: «Насамкінець, коли більшовики перед відходом розстрілювали заручників, ми побачили у вікно… віз, повний роздягнених трупів. Вони були недбало покриті рогожею, і з усіх боків стирчали частини мертвих тіл. Чека містилася в нашому районі, і трупи крізь центр вивозилися, ймовірно, за місто». Осип Мандельштам відреагував на ті події віршем: «Панські Липки відгонюють смертю».
За висловом киняки, слова якої навів у своїй книзі Сергій Білокінь, Липську вулицю у ті роки називали найдовшою вулицею у світі, оскільки нею можна було піти в один бік і ніколи звідти не повернутися назад.
Після перенесення столиці УСРР з Харкова до Києва особняків для представників нової панівної верстви (працівників компартійних, урядових і каральних органів) вже не вистачало. Тому старі будинки перебудували або і зовсім знесли, щоб на вивільнених ділянках спорудити багатоповерхові житлові будинки. Новими архітектурними акцентами відтак стають такі споруди, як десятиповерхова будівля НКВС УРСР (тепер — будинок уряду на вулиці Михайла Грушевського, 12).
Лише кілька липських особняків на Банковій, 2 і 15, Садовій, 5, Єлизаветинській, 8 тимчасово віддали під дитячі садки або притулки.
У цілому у XX сторіччі чверть особняків було знищено.
За станом на 2020 рік у колишніх особняках розташовані різні установи й організації.

### Особняки на Подолі

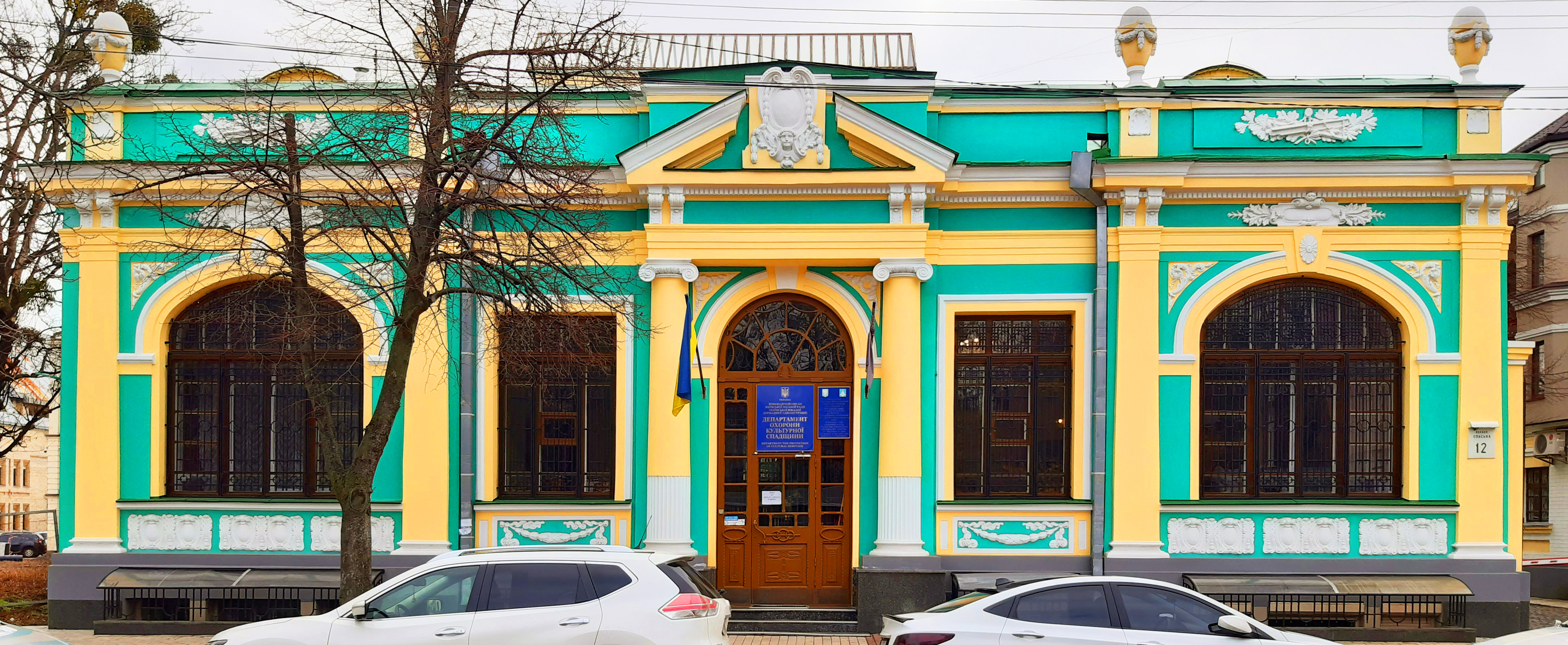
Особняк Апштейна на Подолі

Після великої пожежі 1811 року на Подолі збереглось лише кілька старих кам'яниць: будинок Мазепи (XVII сторіччя) на Спаській вулиці, 16-А, кам'яниця Биковських (XVIII сторіччя) на Костянтинівській вулиці, 6, будинок Сухоти (1804) і будинок Стрельбицького (1808) на Покровській, відповідно 8 і 5. І хоча згодом тут повністю перепланували вулиці, Поділ так і не привабив найзаможніших киян. Будівництво розкішних особняків стримували часті руйнівні повені, брак місця і незатишність ремісничо-торгової частини міста. Водночас підприємці, які мали у цьому районі свій бізнес, спорудили кілька особняків, зокрема особняк Апштейна на Спаській, 12 і будинок на Борисоглібській, 12.

### Особняки на Лук'янівці

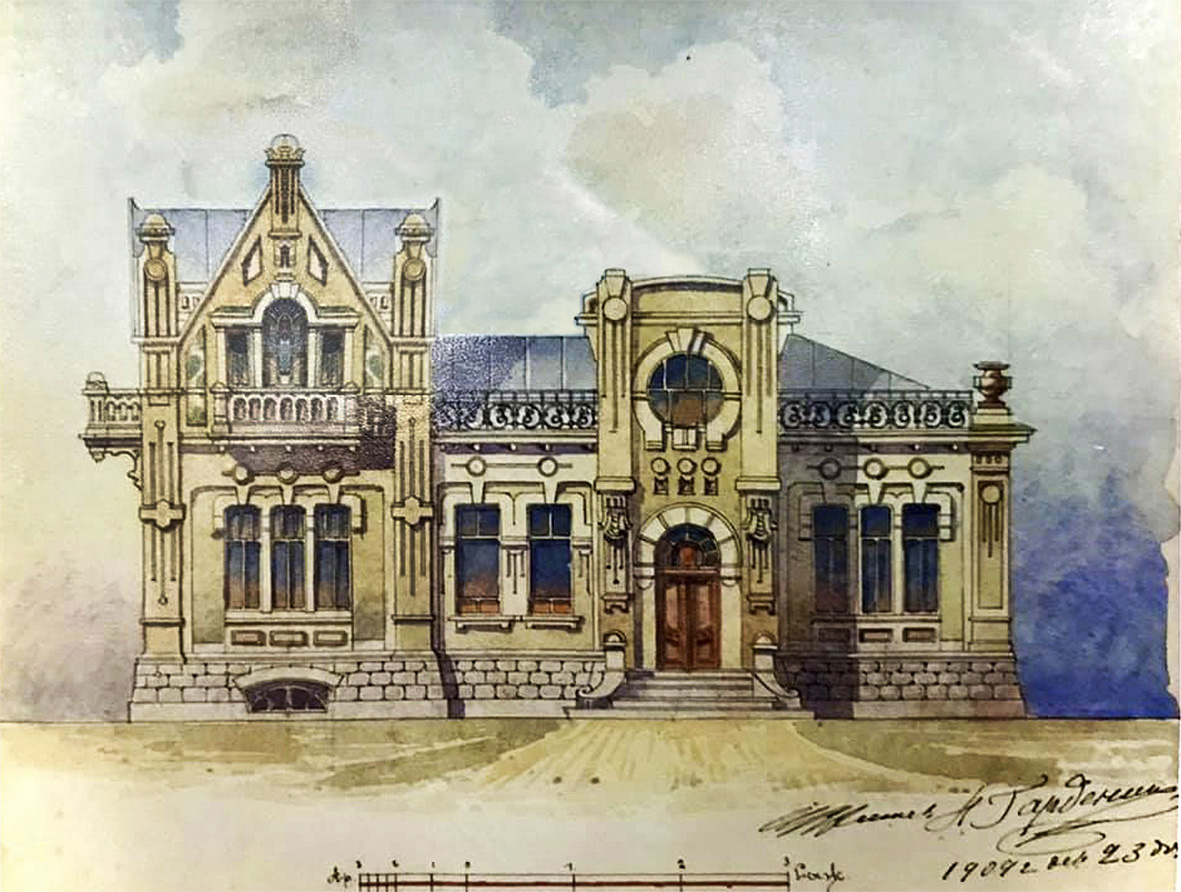
Кам'яниця на Нагірній, 14 (ескіз 1909)

Активна розбудова Лук'янівки розпочалась після руйнівної повені 1845 року на Подолі, коли значну частину мешканців розселили уздовж Житомирського шляху.
На початку XX сторіччя у цьому районі селилися переважно небагаті люди. З-поміж них було чимало відомих людей: письменники Іван Нечуй-Левицький й Олена Пчілка, композитори Микола Леонтович, Кирило Стеценко, архітектори Едуард-Фердинанд Брадтман, Віктор Моцок, художники Анна Крюгер-Прахова, Володимир Менк, Олександр Мурашко, Володимир Орловський, Микола Пимоненко, Іван Селезньов, професори Київської духовної академії Опанас Булгаков, Микола Петров, біолог Микола Кащенко, інженери Євген Патон, Степан Тимошенко, громадський діяч Іван Щітківський та багато інших.
Власники ж ділянок зводили на них будинки в різних стилях. Будинок на Нагірній вулиці, 13/2 має риси «зразкового» п'ятивіконного фасаду, які були поширені в Києві на початку XIX сторіччя. Садиба Більського на Осіївській, 14 оформлена у стилі «віденського ренесансу», будинок на Овруцькій, 29 — англійської неоготики, кам'яниця на Нагірній, 14 і 17 — раннього модерну, Багговутівській, 14 та вулиці Юрія Іллєнка, 8 — розвиненого модерну, а садиба Брадтмана на Осіївській, 6 — пізнього модерну. Будівлі на Кудрявській, 9-А, Полтавській, 4, Нагірній, 23 оздоблені у стилістиці українського романтизму.
1922 року більшовики остаточно націоналізували всі особняки, а деяких мешканців, як-от Олександра Мурашка, розстріляли чи закатували. Згодом знищили цілу низку лук'янівських особняків. Зруйнували будинок Мурашка на Багговутівській, 25, особняк Івана Щітківського за проєктом архітектора Василя Кричевського на Полтавській, 4, будинок Соколових на Татарській, 1.

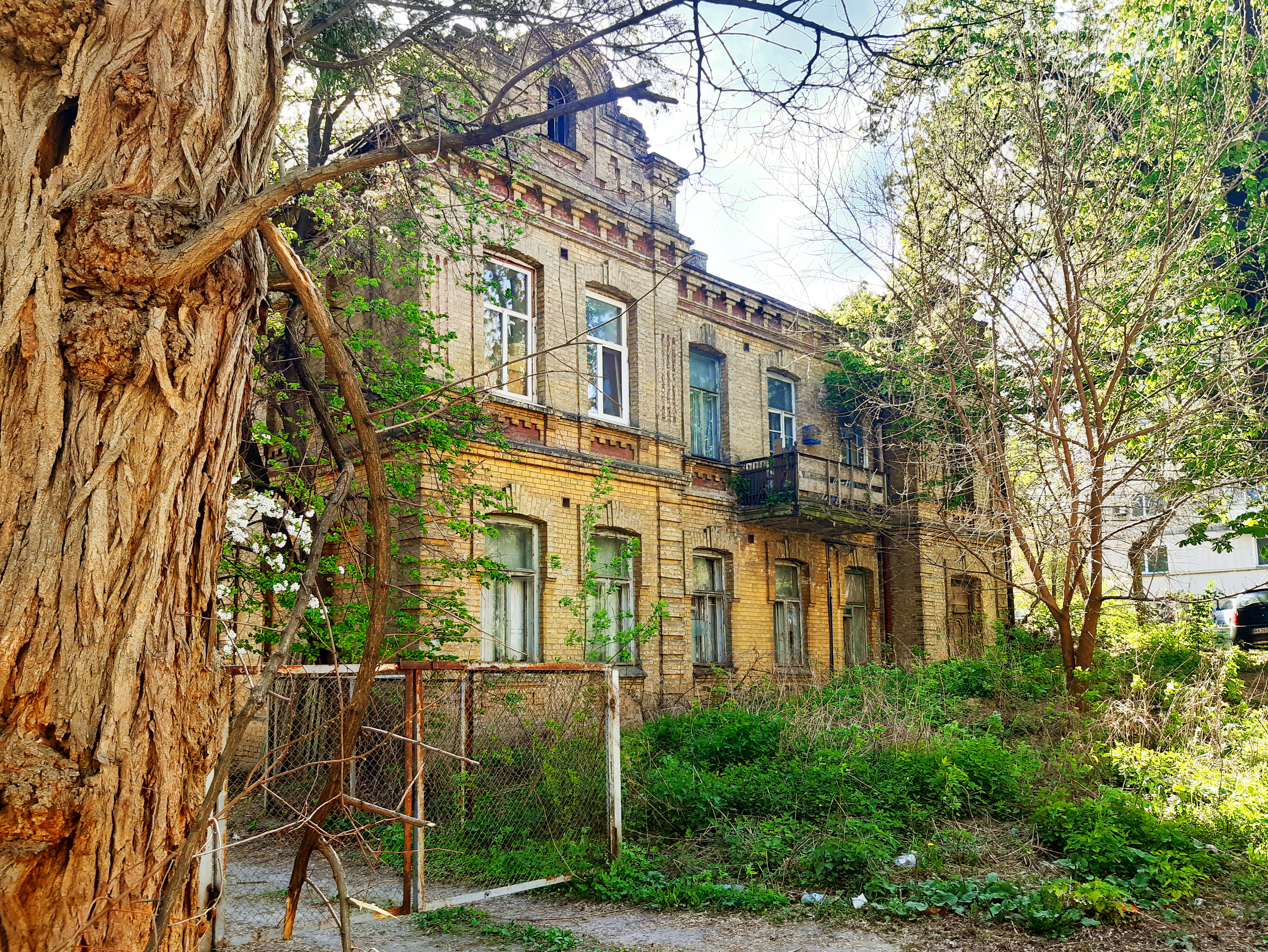
Садиба на Тропініна, 6
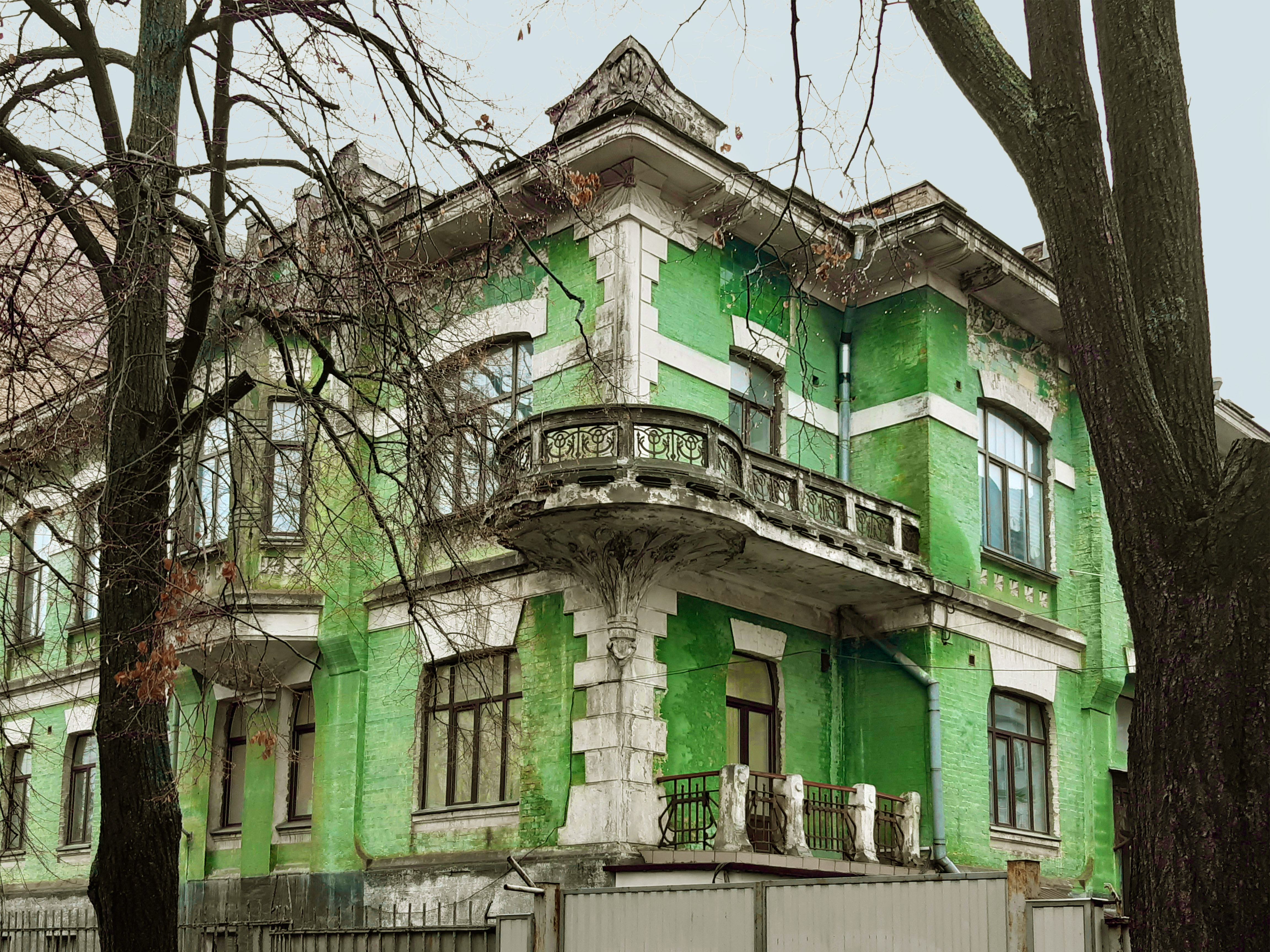
Будинок з ірисами
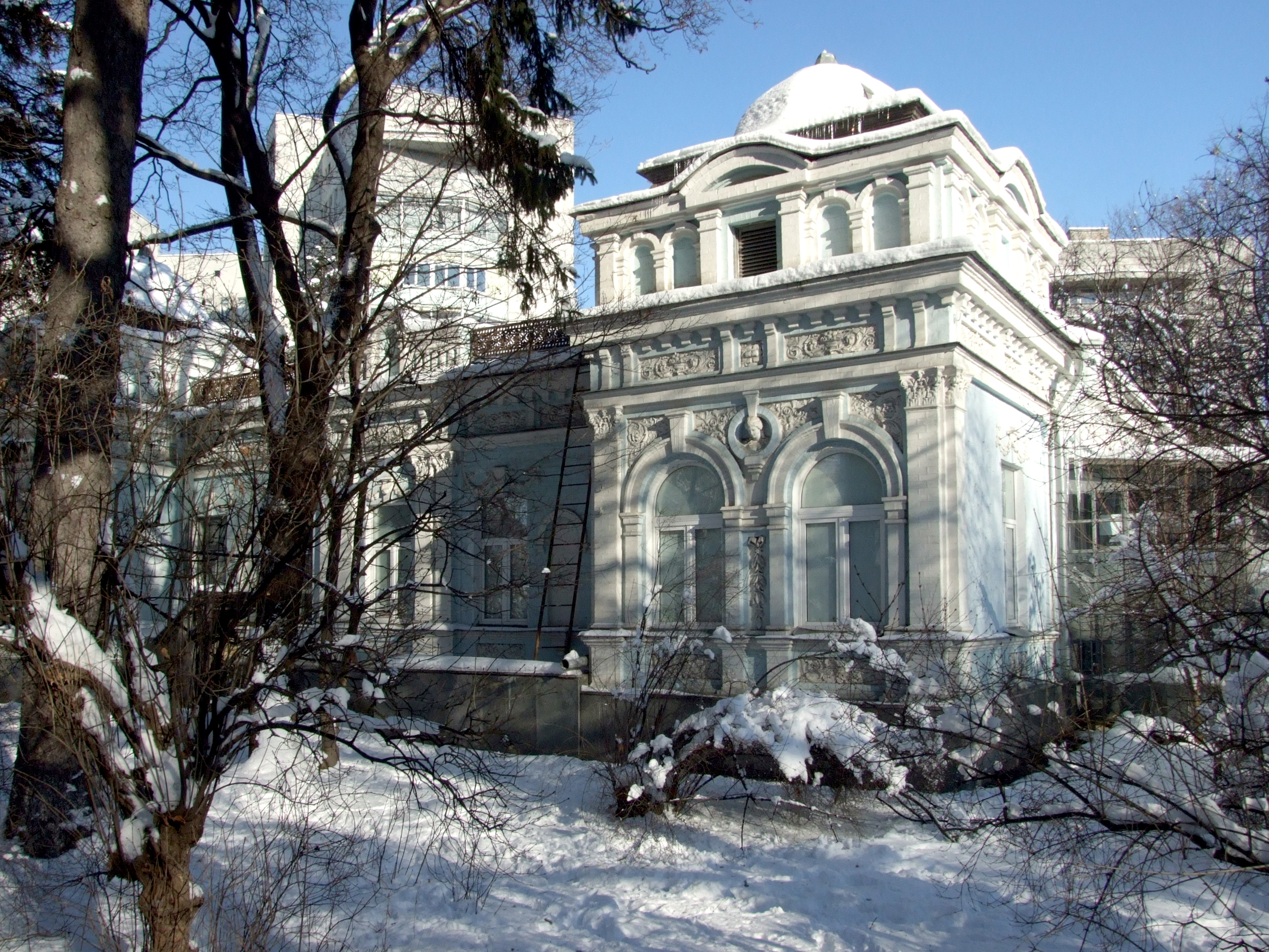
Садиба Більського

## Архітектурні стилі
Особняки будували в архітектурних стилях, які відповідали європейським архітектурним напрямам і смакам киян на зламі XIX-ХХ сторіч. Найбільшу перевагу власники міських маєтків надавали неоренесансу. До найпомітніших зразків відносяться особняк Лібермана, особняк Олександра Терещенка, «Шоколадний будиночок» (стиль італійських палаццо). Особняки будували також у стилі неокласицизму (особняк Федора Терещенка), ампіру (садиба Уварової), неоґотики («Замок барона Штейнгеля», особняк Івана Терещенка), модерну і цегляної еклектики.

## Архітектори
Найбільша кількість проєктів особняків належить Володимиру Ніколаєву й Андрію-Фердінанду Крауссу. З-поміж інших архітекторів, які проєктували садиби, виділяються Павло Альошин, Едуард-Фердинанд Брадтман, Микола Горденін, Андрій Гун, Олександр Кривошеєв, Роберт-Фридрих Мельцер, Василь Осьмак, Віктор Прохоров, Віктор Сичугов, Павло Спарро, Людвік Станзані, Федір Троупянський, Олександр Хойнацький, Олександр Шіле, Георгій Шлейфер та інші.

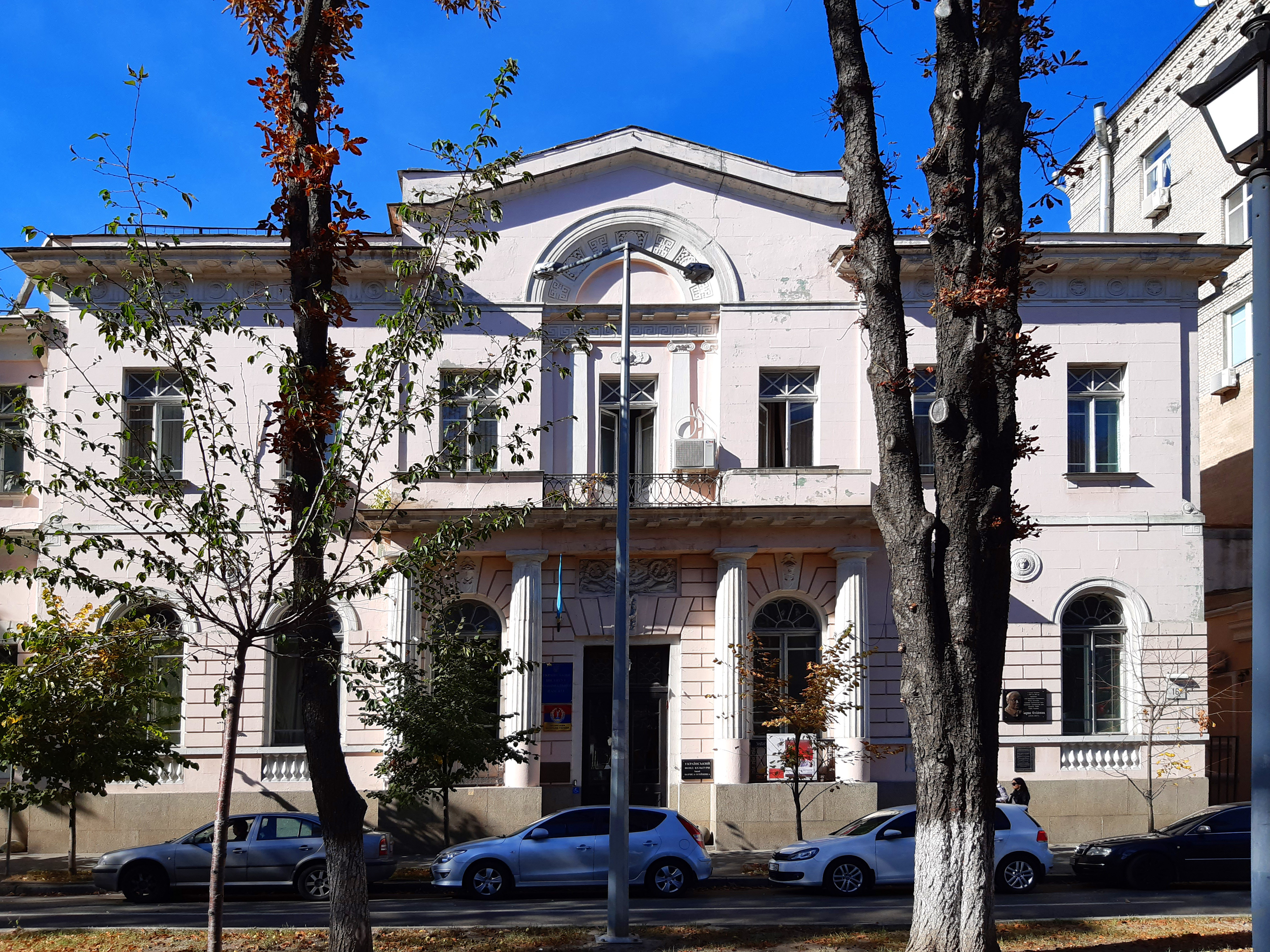
Садиба Уварової на Липській, 16
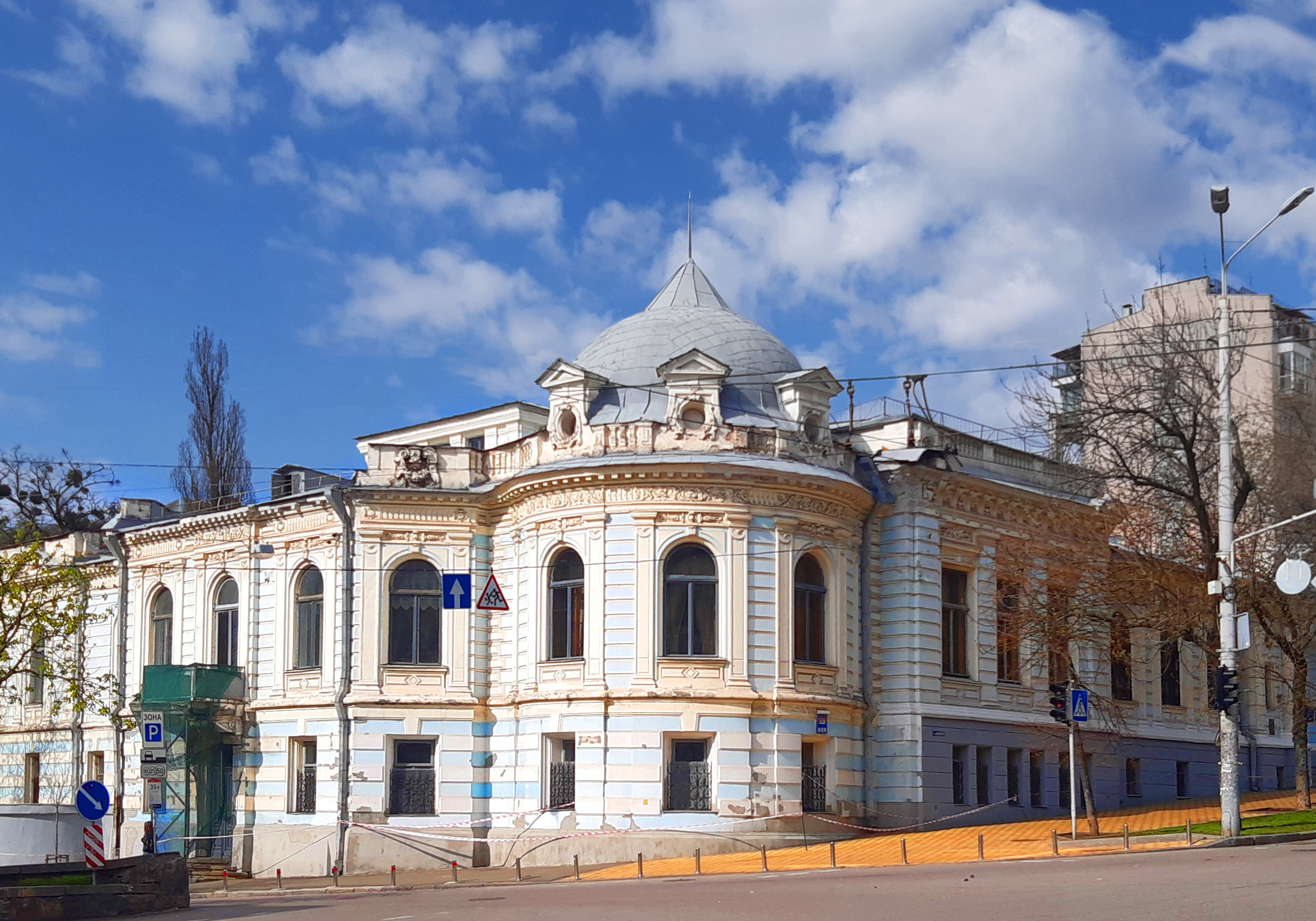
Маєток Олександра Терещенка
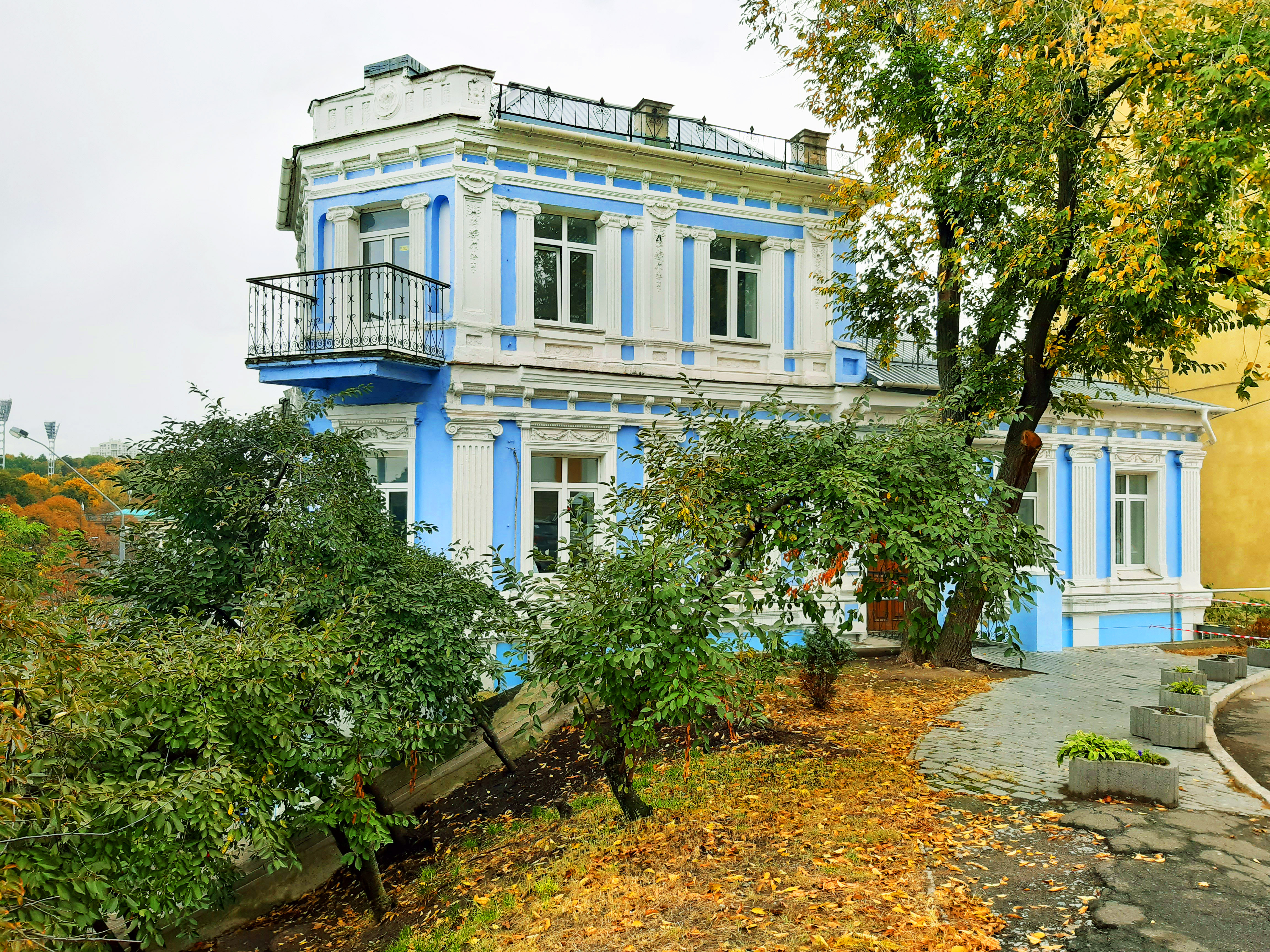
Особняк на Трьохсвятительській, 5/1